# Lac Beaumesnil
Pour les articles homonymes, voir Beaumesnil.
Le lac Beaumesnil est un plan d'eau douce de la municipalité de Rémigny, dans la municipalité régionale de comté (MRC) du Témiscamingue, dans la région administrative de l’Abitibi-Témiscamingue, dans la province de Québec, au Canada.
La foresterie s’avère la principale activité économique du secteur ; les activités récréotouristiques, en second. La navigation de plaisance est particulièrement développée dans l’ensemble des plans d’eau entourant le lac Simard (Témiscamingue) et le lac des Quinze (Témiscamingue).
Annuellement, la surface de la rivière est généralement gelée de la mi-novembre à la fin avril, néanmoins, la période de circulation sécuritaire sur la glace est habituellement de la mi-décembre au début d’avril.

## Géographie
Les principaux bassins versants voisins du lac Beaumesnil sont :
- côté Nord : lac Levêque, lac Rémigny, lac Barrière, rivière Beauchastel ;
- côté Est : lac Beaudry, rivière Beaudry, lac Roger (Rémigny), lac Simard (Témiscamingue) ;
- côté Sud : lac des Quinze (Témiscamingue), lac Gaboury, rivière des Outaouais ;
- côté Ouest : lac Rémigny, lac des Quinze (Témiscamingue).

Ce lac qui épouse plus ou moins la forme de la lettre W, comporte trois parties majeures :
- celle de l’Est (longueur : 6,0 km dans le sens Nord-Sud) comportant une presqu’île s’avançant sur 0,6 km vers l’Ouest à partir de la rive Est, pour rejoindre une bande de terre (d’une longueur de 2,4 km dans le sens Nord-Sud) située au milieu de cette partie Est du lac ;
- la partie centrale (longueur : 2,4 km orientée vers le Sud-Ouest) comportant une presqu’île s’avançant sur 1,0 km vers le Sud-Est à partir de la rive Nord-Ouest ;
- celle de l’Ouest (longueur : 2,9 m dans le sens Nord-Ouest) ; la confluence du lac se situe à l’extrémité Nord-Ouest de cette partie du lac.

Le lac Beaumesnil s’approvisionne d’un ensemble de ruisseaux : ruisseau Beaumesnil, ruisseau Boueux, décharge des lacs de la Hache, Klock et des Guêpes.
Le lac Beaumesnil se déverse par sa rive Nord-Ouest (partie Ouest du lac) dans la décharge du lac de la Roche, laquelle se dirige vers le Sud ; après avoir traversé le lac Lebret (longueur : 3,1 km ; largeur : 0,7 km ; altitude : 264 m) sur sa pleine longueur, le courant coule vers le Sud pour se déverser sur la rive Nord de la Baie du Tigre. Cette baie est située dans la partie Nord-Ouest du lac des Quinze (Témiscamingue) lequel est traversé par la partie supérieure de la rivière des Outaouais].
L’embouchure du lac Beaumesnil est localisé à :
- 6,0 km au Nord de la l’embouchure de la décharge du lac de la Roche ;
- 29,1 km au Nord-Ouest du lac Simard (Témiscamingue) ;
- 29,1 km au Nord du Barrage des Quinze, érigé à l’embouchure du lac des Quinze (Témiscamingue) ;
- 8,4 km au Nord-Est du centre du village de Rémigny ;
- 49,2 km au Sud du centre-ville de Rouyn-Noranda[1].

## Toponymie
Jadis, ce plan d’eau était désigné « lac Caron ». Le terme « Beaumesnil » évoque une ancienne commune française, située dans le département de l’Eure en région Normandie. Ce terme constitue aussi un patronyme normand.
Le toponyme "lac Beaumesnil" a été officialisé le 5 décembre 1968 par la Commission de toponymie du Québec, soit lors de sa création.